# بوس ميرفي
بوس ميرفي (بالإنجليزية: Bos Murphy)‏ (14 فبراير 1924 ببالميرستون نورث في نيوزيلندا - 9 نوفمبر 2000 في نيوزيلندا) هو ملاكم نيوزلندي، صنّف ضمن فئة وزن الويلتر والوزن الثقيل الخفيف ‏ والوزن المتوسط.

## إحصائيات
خاض خلال مسيرته 51 نزالا، تعادل في 1 .

## روابط خارجية
- بوس ميرفي على موقع بوكس ريك (الإنجليزية) (registration required)